# Ebersbrunn (Geiselwind)

Panorama über Ebersbrunn

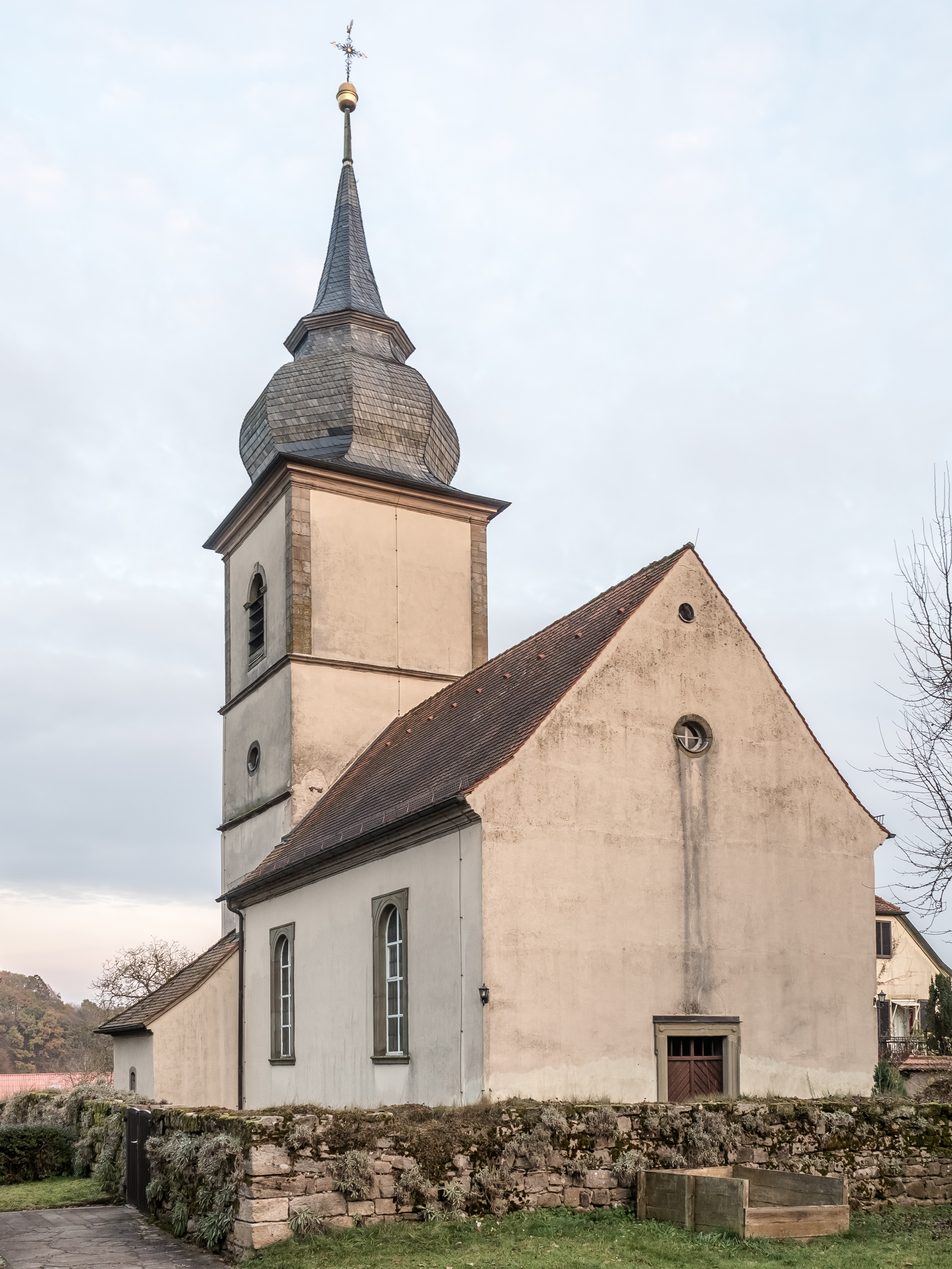
Evangelisch-Lutherische Kirche St. Vitus

Ebersbrunn ist ein Gemeindeteil des Marktes Geiselwind im Landkreis Kitzingen (Unterfranken, Bayern). Die Gemarkung Ebersbrunn hat eine Fläche von 5,608 km². Sie ist in 528 Flurstücke aufgeteilt, die eine durchschnittliche Fläche von 10621,74 m² haben. In der Gemarkung Ebersbrunn liegt die Ortswüstung Oberwinkel. Das Dorf wurde wahrscheinlich im 15. Jahrhundert verlassen.

## Geografische Lage
Das Kirchdorf liegt an der Reichen Ebrach, die nordwestlich im Gotteswald entspringt. Die Kreisstraße BA 7/KT 47/SW 50 führt nach Schönaich (3,1 km nördlich) bzw. nach Kleinbirkach (2 km südöstlich). Die Kreisstraße KT 48 führt nach Gräfenneuses zur Staatsstraße 2260 (2,2 km südwestlich). Vier Einzelbäume wurden von der unteren Naturschutzbehörde zu Naturdenkmälern erklärt, weil sie aufgrund ihrer Größe und ihres Alters landschaftsprägende Elemente sind. So steht am sogenannten Kesselweg eine etwa 220 Jahre alte Rotbuche. In Richtung Hof ist eine alte Eiche zu finden. Außerdem haben sich zwei Holzbirnbäume erhalten, von denen einer auch ca. 200 Jahre alt ist.

## Geschichte
Ebersbrunn wurde als Haufenwegedorf angelegt. Im 9. Jahrhundert wurde dieses als „Eburenesbrunno“ erstmals urkundlich erwähnt. Später wandelte sich der Dorfnamen über „Eberhartzbrun“ im Jahr 1340 zu „Ebertsbrunn“ im Jahr 1583. Der Ortsname wurde in der Vergangenheit in zwei Richtungen gedeutet. Vielleicht verweist er auf einen Brunnen der Ebrach. Die Bezeichnung „Eberhartzbrun“ deutet dagegen auf den Namen Eberhardt hin, der in der Vergangenheit hier gesiedelt hatte.
Der Ort hatte während des Mittelalters wechselnde Besitzer. Die meisten Güter hatten die Fuchs von Bimbach, die Grafen zu Castell verkauften ihre Anteile 1290 an das Zisterzienserkloster Ebrach im Steigerwald. Auch das Spital von Prichsenstadt war dort begütert.
Gegen Ende des 18. Jahrhunderts bestand Ebersbrunn aus 23 Anwesen, einer Kirche, einer Schule, einer Gemeindemühle und einem Hirtenhaus. Die Hochgerichtsbarkeit übte das würzburgische Cent Oberschwarzach aus. Die Dorf- und Gemeindeherrschaft hatte das Rittergut Bimbach, wurde aber auch von Brandenburg-Ansbach beansprucht. Grundherren waren
- das Rittergut Bimbach: 8 Güter, 5 Sölden, 1 Hofhäuslein;
- das Amt Ebrach des Klosters Ebrach: 4 Bauerngüter;
- das Fürstentum Ansbach mittelbar für das Spital Prichsenstadt: 2 Höfe, 2 Gütlein, 1 Söldengütlein.[9]

Im Jahre 1806 kam Ebersbrunn zum Königreich Bayern. Im Rahmen des Gemeindeedikts entstand der Steuerdistrikt und die Ruralgemeinde Ebersbrunn. Sie war in Verwaltung und Gerichtsbarkeit von 1804 bis 1812 dem Landgericht Ebrach zugeordnet und in der Finanzverwaltung dem Rentamt Ebrach. In der freiwilligen Gerichtsbarkeit unterstand der Ort dem Patrimonialgericht I. Klasse Bimbach. Von 1812 bis 1822 war das Landgericht Burgebrach und das Rentamt Burgwindheim zuständig, von 1822 bis 1853 das Landgericht Gerolzhofen, ab 1853 das Landgericht Wiesentheid. Ab 1862 war für die Verwaltung das Bezirksamt Gerolzhofen zuständig (1939 in Landkreis Gerolzhofen umbenannt) und ab 1822 für die Finanzverwaltung das Rentamt Gerolzhofen (1919–1973: Finanzamt Gerolzhofen, seit 1973: Finanzamt Kitzingen). Die Gerichtsbarkeit blieb bis 1879 beim Landgericht Wiesentheid, von 1880 bis 1973 war das Amtsgericht Wiesentheid zuständig, seitdem ist es das Amtsgericht Kitzingen. 1964 hatte die Gemeinde eine Gebietsfläche von 5,608 km².
Am 5. April 1945 erfolgte ein alliierter Fliegerangriff auf Ebersbrunn. Neunzehn Gebäude wurden zerstört, zwei Tote waren zu beklagen.
Am 1. Juli 1972 wurde Ebersbrunn im Zuge der Gebietsreform in Bayern nach Geiselwind eingemeindet.

### Baudenkmäler
- Die evangelisch-lutherische Kirche Sankt Vitus liegt auf einem Hügel am Ortsrand. Die Chorturmkirche geht mit den Turmuntergeschossen auf einen romanischen Vorgängerbau zurück, der 1713 im Stile des Barock erneuert wurde. Eine spitze Bekrönung schließt den Turm oben ab. Im Jahr 1717 kamen der Taufstein mit Akanthusdekoration und der Altar in die Kirche. Auf dem Altarblatt ist die Auferstehung dargestellt. Die Orgel wurde 1997 von Hey Orgelbau erbaut.[15]

### Einwohnerentwicklung
| Jahr      | 1819   | 1840   | 1852   | 1855   | 1861   | 1867   | 1871   | 1875   | 1880   | 1885   | 1890   | 1895   | 1900   | 1905   | 1910   | 1919   | 1925   | 1933   | 1939   | 1946   | 1950   | 1952   | 1961   | 1970   | 1987   | 2025  |
| Einwohner | 198    | 211    | 219    | 219    | 217    | 204    | 197    | 204    | 206    | 212    | 202    | 193    | 182    | 174    | 169    | 178    | 170    | 154    | 142    | 215    | 210    | 188    | 153    | 130    | 131    | 130   |
| Häuser    | 49     |        |        |        |        |        | 34     |        |        | 33     | 32     |        | 32     |        |        |        | 29     |        |        |        | 28     |        | 29     |        | 32     |       |
| Quelle    | [ 10 ] | [ 17 ] | [ 17 ] | [ 17 ] | [ 18 ] | [ 19 ] | [ 20 ] | [ 21 ] | [ 22 ] | [ 23 ] | [ 24 ] | [ 17 ] | [ 25 ] | [ 17 ] | [ 26 ] | [ 17 ] | [ 27 ] | [ 17 ] | [ 17 ] | [ 17 ] | [ 28 ] | [ 17 ] | [ 12 ] | [ 29 ] | [ 30 ] | [ 2 ] |

## Bildung
Ebersbrunn liegt heute im Sprengel der Drei-Franken-Grundschule im Hauptort Geiselwind. Ab der 5. Klasse besuchen die Kinder die Nikolaus-Fey-Mittelschule in Wiesentheid. Weiterführende Schulen können mit der Mädchenrealschule in Volkach, der Realschule in Ebrach und mit der Realschule in Dettelbach besucht werden. Gymnasien gibt es in Münsterschwarzach (Egbert-Gymnasium), Volkach-Gaibach (Franken-Landschulheim Schloss Gaibach), Wiesentheid (Steigerwald-Landschulheim) und Kitzingen (Armin-Knab-Gymnasium). Bereits in Mittelfranken liegt das Gymnasium Scheinfeld.

## Religion
Ebersbrunn ist seit der Reformation evangelisch-lutherisch geprägt und bis heute nach St. Johannis (Großbirkach) gepfarrt.

## Persönlichkeiten
- Dieter Hoffmann (1934–2024), Schriftsteller, Hoffmann lebte zuletzt in Ebersbrunn und starb im Ort